# Вулиця Гнатюка (Львів)
Вулиця Гнатюка́ — вулиця у Галицькому районі Львова. Сполучає проспект Свободи з площею Генерала Григоренка та утворює перехрестя з вулицями Січових Стрільців та Леся Курбаса. Прилучається вулиця Северина Наливайка.

## Назва
- Єзуїцка або Поєзуїцка — названа так не пізніше 1795 року, через своє розташування поблизу Єзуїтського саду.
- Ягеллонська — від 1871 року.
- Чернишевського — від січня 1941 року, на честь російського публіциста та письменника Миколи Чернишевського.
- Ягеллонська — від серпня 1941 року.
- Поліцайштрассе — від листопада 1941 року.
- Ягеллонська — від липня 1944 року.
- Горького — від грудня 1944 року, на честь російського та радянського письменника, драматурга та публіциста Максима Горького.
- Гнатюка — від 1991 року, на честь українського етнографа, фольклориста та громадського діяча Володимира Гнатюка[5].

## Забудова
В архітектурному ансамблі вулиці Гнатюка переважають віденська сецесія, історизм, конструктивізм. Декілька будинків внесено до Реєстру пам'яток архітектури місцевого значення.
№ 1 (інша адреса — проспект Свободи, 15). У 1910-х роках тут містилася Галицька ощадна каса, директорами якої на той час були Фердинанд Квятковський та Едвард Стройновський. У міжвоєнний період — Центральна Малопольська ощадна каса. Наприкінці 1940-х років цю адресу мав обласний комунальний банк. 
№ 2 — на початку XX століття власником попереднього будинку, що стояв на цьому місці була Сара Райзес. П'ятиповерхова будівля колишнього Празького банку, споруджена у 1912 році за проєктом чеського архітектора Матея Блєхи в стилі пізньої сецесії. У 1913 році у цьому будинку містилася також редакція журналу новин Пйотра Сегаля. За радянських часів тут містилася міжобласна контора радянського «Промбанку» та відділення «Сільгоспбанку», до 2014 року — львівське обласне відділення ПАТ «Промінвестбанк». Від 2014 року будинок залишався порожнім. 9 вересня 2019 року будівлю банку продали за 5 мільйонів доларів. Новим власником будинку стало АТ «Закритий недиверсифікований венчурний корпоративний інвестиційний фонд „Лоудстар“». 13 вересня 2019 року нові власники зареєстрували право власності на цей будинок. 2020 року розпочато роботи з облаштування будівлі колишнього «Промінвестбанку» під бізнесовий центр з офісними приміщеннями. Він матиме назву «Банк Бізнесу» і вже на початку вересня відкриється для відвідувачів. У будівлі також працюватиме трирівневий ресторан, в інтер'єрі якого залишаться старі меблі, банківські комірки та сейфи. Будинок внесений до Реєстру пам'яток архітектури місцевого значення під охоронним № 580-м. 
№ 3 — шестиповерховий житловий будинок, зведений 1957 року за проєктом Миколи Мікули у стилі сталінського ампіру. Попередній будинок, що стояв на цьому місці належав Галицькому кредитному банку, а пізніше — Віденському банку зв'язку. Був збудований у стилі історизму за проєктом Фелікса Ксенжарського від 1876 року. У 1914—1915 роках проведено реконструкцію за проєктом Юліуша Цибульського. Зокрема споруджено скляне перекриття внутрішнього двору. На початку ХХ століття в будинку діяли Перше австрійське товариство загального страхування від нещасних випадків, бюро подорожей та продаж залізничних квитків Станіслава Соколовського, працював ресторан Ігнація Ерліха, а також містилися оптика Макса Менкеса, польське товариство «Галицьке полювання» (президент Ю. Е. Станіслав Стадницький) та редакції часописів «Мисливець» (пол. «Łowiec») Альберта Мнішека і «Мандрівник» (пол. «Wędrowiec») Зиґмунта Янушовського та товариство «Марійської Солідації». У міжвоєнний період в будинку містилося бюро замовлень фабрики кафельних п'єців на Штиллерівці Фелікса Зандлера. У вересні 2018 року було демонтовано вісім стилістичних зображень серпа і молота на фасаді будинку.
№ 4 — на початку XX століття на цьому місці розташовувався більш старший будинок. У ньому містилися крамниця з продажу делікатесів і ресторан Шимона Бласбалга, нотаріальна контора В. Лушпинського, фабрика туток Юзефа Кернера. Сучасний житловий будинок у стилі функціоналізму, зведений у другій половині 1930-х за проєктом Юзефа Авіна. У міжвоєнний період в будинку працювала кондитерська для жінок «АС». За часів незалежності на першому поверсі будинку містився кафе-бар «Мандрики», від 2015 року — паб «Черчиль», а також магазин сирів «Сирне королівство». У 2021 році в межах програми «100 років модернізму у Львові» Бюро спадщини ознакувало будинок інформаційною табличкою.
№ 5/7 (колишня адреса — вул. 3 Мая, 1) — чиншові чотириповерхові кам'яниці, споруджені у 1876—1877 роках за проєктом польського архітектора Фелікса Ксенжарського в стилі неоренесансу на замовлення Галицького кредитного банку. Ще до завершення будівельних робіт кам'яниці перейшли у власність княгині Гелени Санґушко і 1879 року, княгиня провела у будинку № 7 реконструкцію першого поверху, облаштувавши там кав'ярню та цукерню. На початку 1900-х років власницею кам'яниць була княгиня Тереза Сапіга. На той час в будинку № 7 мешкав власник кав'ярні «Європейська» Францішек Мошковіч, що містилася у цьому будинку у 1902—1913 роках, працювали магазин з продажу друкарських машинок та американського офісного приладдя Максиміліяна Любінґера, перукарня Мойсея Гохмана, магазин та майстерня корсетів Германа Пісеня, ювелірна крамниця Інґвера І. вел Вольфсталя, а також склад взуття Оскара Вальдмана.
 На початку 1910-х років власниками будинку стали секретар товариства образотворчого мистецтва, кавалер хреста «За цивільні заслуги» з золотою короною Станіслав Соколовський та його дружина Ельжбєта. 2 квітня 1914 року подружжя Соколовських затвердили у магістраті проєкт реконструкції цих будинків, який виконав архітектор та будівничий Фердинанд Касслер. Дві будівлі об'єднали в одну і через це у кам'яниці з'явився подвійний № 5/7. Ельжбета Соколовська була власницею кам'яниці до кінця 1930-х років. Тут за польських часів містилися Галицький народний банк, польське електротехнічне товариство «Сіменс», магазин канцелярського приладдя Аустера, філателія Кагане та лотерейна контора Віттмана. Також містилися бухгалтерсько-ревізійне бюро «М. Креутер і Д. Стьоклер» і представництво ревізійного бюро «Дефінітив» та працювала кондитерська для жінок братів Карелів, у 1939—1941 роках — ресторан «Вогнище інтелігенції», у 1950-х — рекламне бюро плакатів та афіш, львівські обласні спілки радянських письменників та композиторів, та магазин хімічних товарів, у 1960—1980 роках — магазини «Військторг», грамплатівок «Мелодія» (від часів незалежності тут працюють дві крамниці компакт-дисків «Меломан» та «Барабан») та магазин «Радіотелетоварів». Також від радянських часів більшу частину приміщень на 2—4 поверхах будинку займають львівські державні дитячі музичні школи № 1 імені А. Кос-Анатольського та № 6 імені Богдана-Юрія Янівського. Також нині тут діють первинні профспілкові організації львівських державних дитячих музичних шкіл № 1 і № 6 та ГО «Всеукраїнська асоціація закладів мистецької освіти».
№ 6 — в будинку, який розташований за цією адресою, можливо був зруйнований під час першої або другої світових війн. В адресній книзі міста Львова за 1913 рік подається інформація, що тоді тут містилися Банковий дім з кантором Н. Раппапорт, крамниця прянощів Селіга Шидлера, крамниця з продажу меблів Баруха Чиша, ресторан Ісаака Теннебаума та продаж вугілля Янгера і Марголєса. У польських довідниках, виданих у 1916—1939 роках будь-яка інформація про будинок за цією адресою відсутня. У першій половині 2010-х років на цьому місці збудований шестиповерховий будинок, де нині містяться готель «Джем» та інтим-бутик «No Taboo».
№ 8 — чотириповерхова наріжна кам'яниця, збудована 1902 року за проєктом Зигмунта Кендзерського, в стилі пізнього історизму на замовлення адвоката, доктора права Антонія Дзєндзєлевича. Антоній Дзєндзєлевич був власником цієї кам'яниці до 1935 року. На той час приміщення першого поверху орендувала фірма Арнольда Лінда, що провадила торгівлю меблями. Тут до 1939 року містився торговельний дім «Львів-Ллойд», транспортно-торговельне товариство Polski Glob, філія Живостенського банку та взуттєва крамниця Генрика Атляса. У 1950-х роках — фотосалон артілі «Трудфото», у 1960—1990-х роках — дитячий фотосалон, нині — цифровий фотоцентр «Фотонова», у 1960—1980-х роках на цьому місці розташовувався магазин електрогосптоварів, рам, карнизів та дзеркал, нині у його приміщенні ювелірний магазин «Алмаз». Нині це багатоквартирний житловий будинок, де на першому поверсі розміщені зали ресторану «Прага», фотосалон та крамниця одягу і взуття «Віккі». Будинок внесений до Реєстру пам'яток архітектури місцевого значення під охоронним № 1231-м.
№ 9 — на початку XX століття в будинку працювали взуттєва крамниця М. Амстера та магазин ковбас Теклі Добжанської, а також друкарні М. Шпігеля та М. Завадського.
№ 11 — наприкінці XIX століття тут була дерев'яна споруда для спортивних змагань, викуплена Фанею Сокол і у 1890—1891 роках перебудована на театр за проєктом Саломона Рімера. 1905 року той самий архітектор збудував на цьому місці літню естраду. 1918 року на замовлення нових власників Вурма і Гімпля, Рімер споруджує дах. Приблизно у 1937—1938 роках будівлю розібрано і для потреб єврейського театру споруджено нову, у стилі функціоналізму, за проєктом Даніеля Кальмуса. Існував також не реалізований проєкт Владислава Бляйма. У 1910-х роках в партері будинку працювали крамниці з продажу меблів Юзефа Гермеліна та з продажу швейних машинок Х. Каґане, крамниця з продажу делікатесів та ресторан Самюеля Флейстера, заклад з будівництва водогонів Ігнація Вайсса, банковий дім Мауріція Йонаша. За радянських часів в колишньому приміщенні єврейського театру містився театр юного глядача імені М. Горького (нині — Перший український театр для дітей та юнацтва), а також обласний відділ у справах мистецтв. У 2021 році в межах програми «100 років модернізму у Львові» Бюро спадщини ознакувало будинок інформаційною табличкою.
№ 12 (інша адреса — вул. Курбаса, 1) — на початку XX століття в партері будинку містилася нотаріальна контора, у міжвоєнний період — аптека Зеригєвича. Наприкінці 2000-х років тут містилися гральні автомати, салон «Оптика Нова» та піцерія «Верона». Нині тут ресторан «Meat&burger», салон «Оптика Нова» та пекарня-кондитерська «SHOco».
№ 12а — сучасний багатофункціональний офісний комплекс класу А «RIUS», споруджений у 2012—2014 роках будівельною компанією «Інтеграл Буд». Комплекс включає в себе торгову галерею та ресторан (1-й поверх), конференц-зал на 70 осіб (2-й поверх), бізнес-центр (3-5-й поверхи), готель на  52 номери (6-7-й поверхи).
№ 13 — у міжвоєнний період тут містилася майстерня Зайнфельда з виготовлення меблів та працювала друкарня Шпіґеля, у 1960-1980-х роках — майстерня з пошиття театральних костюмів, від радянських часів працює магазин побутової техніки «Сяйво», від часів незалежності — магазин кухонь «Доміно».
№ 15 — на початку XX століття в будинку працювали цукерня Александера Бенецького (інша його цукерня працювала в будинку на вул. Гетьманській, 8), кондитерська для жінок Майсона Кюнцера, ресторан Ігнатія Ерліха, фотосалон «Фехтнер і Мюнц», а також діяв липський акціонерний заклад товариства страхування життя «Ґерманія». У міжвоєнний період в партері будинку працювала пекарня-кондитерська Ромуальда Павліковського. 
№ 16 — триповерхова наріжна кам'яниця кінця XIX—початку XX століття. На початку XX століття власником будинку був Леон Кац. На той час в будинку працював комісійний (торговий) дім Мауріція Рейнхольда, магазин з продажу грамофонів Якуба Машлера. У міжвоєнний період в партері будинку працювала перукарня Кляйнмана, від радянських часів й до 2016 року — магазин-майстерня «Декор», нині тут відділення АТ «АБ „Радабанк“» та салон краси «Комільфо».
№ 17 — чотириповерхова кам'яниця кінця XIX—початку XX століття, власником якої був Еліяш Гешелес. У 1910-х роках в будинку працювали крамниця прянощів Якуба Брайтмана, приватна музична школа Соломії Аблер, містився склад взуття Генрика Атляса, бюро кредитне та іпотечне А. Бурчака. На той час в будинку мешкали вчитель, кавалер золотого хреста «За цивільні заслуги» Ісаак Планнер, адвокат Якуб Райх, інтролігатор (палітурник) Самі Анштодт, музикант Вінцентій Бляха. Нині приміщення в партері будинку займають меблевий магазин «Даніро», крамниці галантерейних виробів «Неррі Карра» та мобільних телефонів і аксесуарів для них «Епл Офіс» та відділення № 10013/0291 АТ «Ощадбанк». У подвір'ї працює салон-перукарня «Анастасія».
№ 18 — триповерхова кам'яниця кінця XIX—початку XX століття. Власником будинку на початку XX століття був Давид Ґолберг. На той час в будинку мешкав завідувач хімічно-мікроскопічно-аналітичної лабораторії крайового суду, цісарський радник Валерій Влодзімирський, також в будинку містилася й сама лабораторія та бюро судових речознавців. В партері будинку працювали пральня Юлії Здєховської, ательє з виготовлення жіночих шляпок «Стефанія», овочева крамниця Б. Мюнцера, нині — крамниця «Світ конструкторів». Наприкінці 1920-х років, спадкоємець Александера Бенецького відкрив цукерню у цьому будинку.
№ 20/22 — колишній прибутковий будинок родини Ґрюнерів, збудований у стилі раціонального модерну фірмою Міхала Уляма за проєктом Романа Фелінського та Фердинанда Касслера від 1910 року. Скульптурне оздоблення Зигмунта Курчинського. Тут від травня 1907 року діяв кінотеатр зі зміною назв: «Вандерленд» (1912–1913), «Яґеллонський» (1913—1914). Їх власником був відомий кінопідприємець Мельхіор Майблюм. З початком першої світової війни Майблюм виїжджає зі Львова і майже всі засновані ним кінотеатри припиняють своє існування. В будинку № 20 на той час працювали комісійний (торговий) дім Генріха Й. Шиффмана, крамниці з продажу матерії для оббивки меблів Юзефа Шустера, з продажу ламп, скла та дзеркал Мельхіора Майблюма і крамниця спілки «Зайончек і Ланкоси», а також містилося архітектурно-будівельне бюро архітектора, цісарського радника Міхала Уляма. В будинку № 22, на той час, працювали редакції польського часопису «Ґоспо́да» та місячника єврейської молоді «Моріах», а також крамниця Самюеля Санделя з продажу лаку та фарби. У міжвоєнний період в будинку працювали магазин швейних машин «Польтип», магазин тканин Двормана, бавовняна фабрика «Королівська мануфактура» та польське бюро подорожей «Орбіс», за радянських часів — міськтрансагентство № 1, у 1961—2020 роках тут працювали міські залізничні каси попереднього продажу квитків. 2007 року міська влада пропонувала Львівській залізниці викупити чи орендувати приміщення міських залізничних кас, за умови незгоди звільнити приміщення, через те, що не хотіла й надалі надавати ці приміщення у безоплатну оренду залізниці. 2020 року залізничні каси закриті, а приміщення очікує на нового власника. Будинок внесений до Реєстру пам'яток архітектури місцевого значення під охоронним № 770-м.
№ 24 — триповерхова кам'яниця кінця ХІХ—початку ХХ століття. У 1910-х роках в будинку містилися Львівське банкове товариство, сільськогосподарський банк, працював фотосалон «Баґринович і Статкевич», ресторан Мойсея Ашкеназі, мешкав власник цегельні, цісарський радник Артур Полтурак.

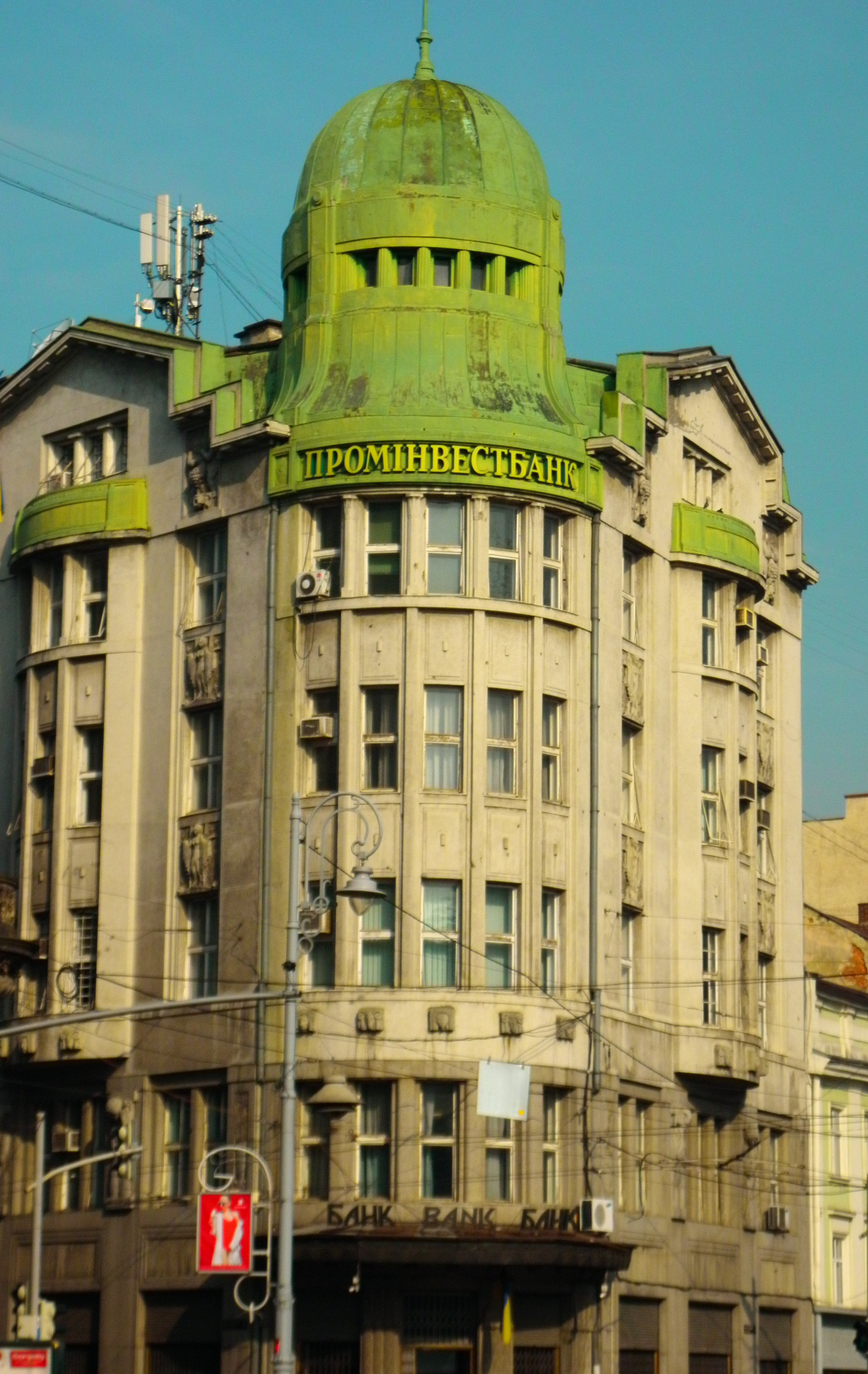
Будівля колишнього Празького банку (вул. Гнатюка, 2)
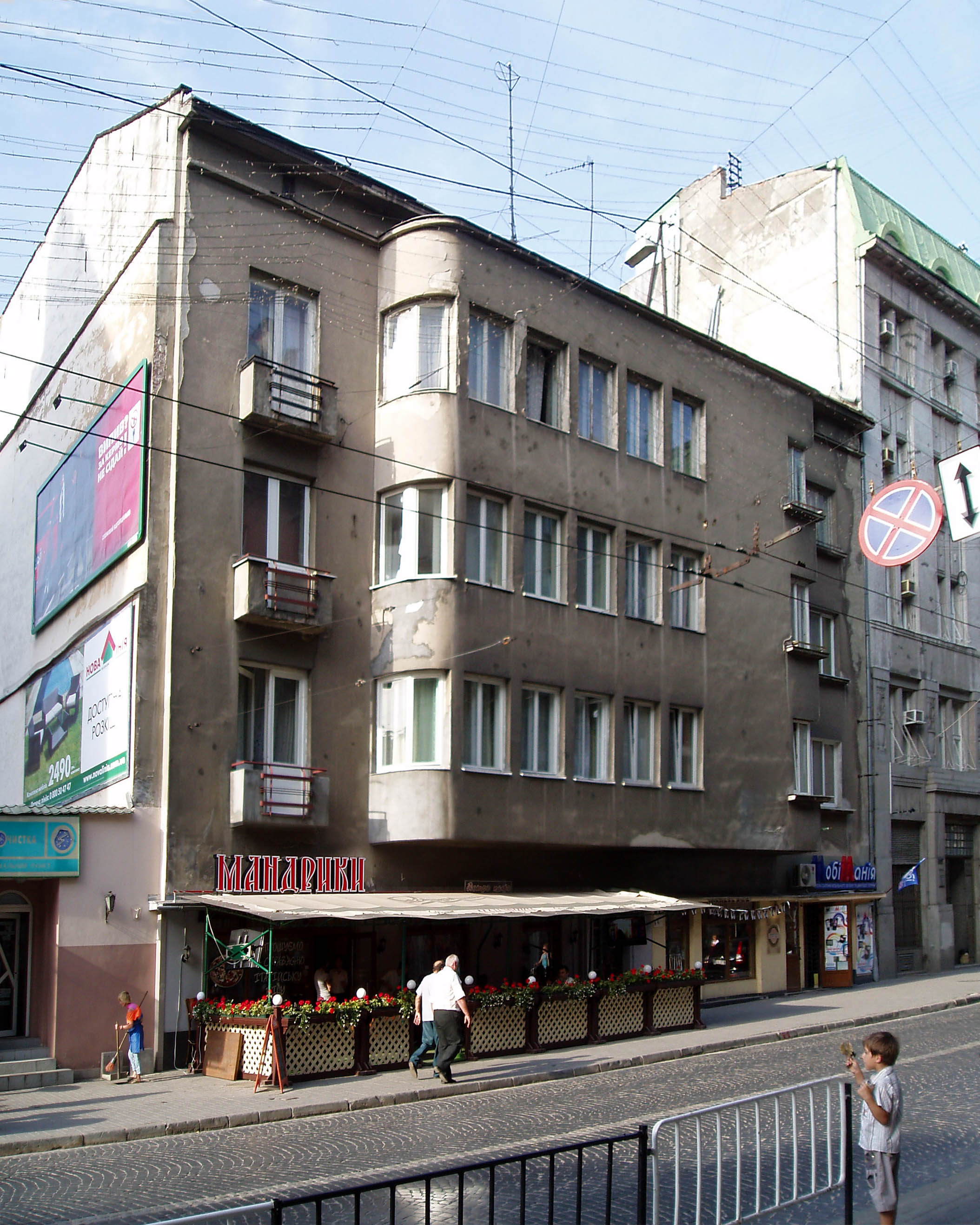
Житловий будинок (вул. Гнатюка, 4)
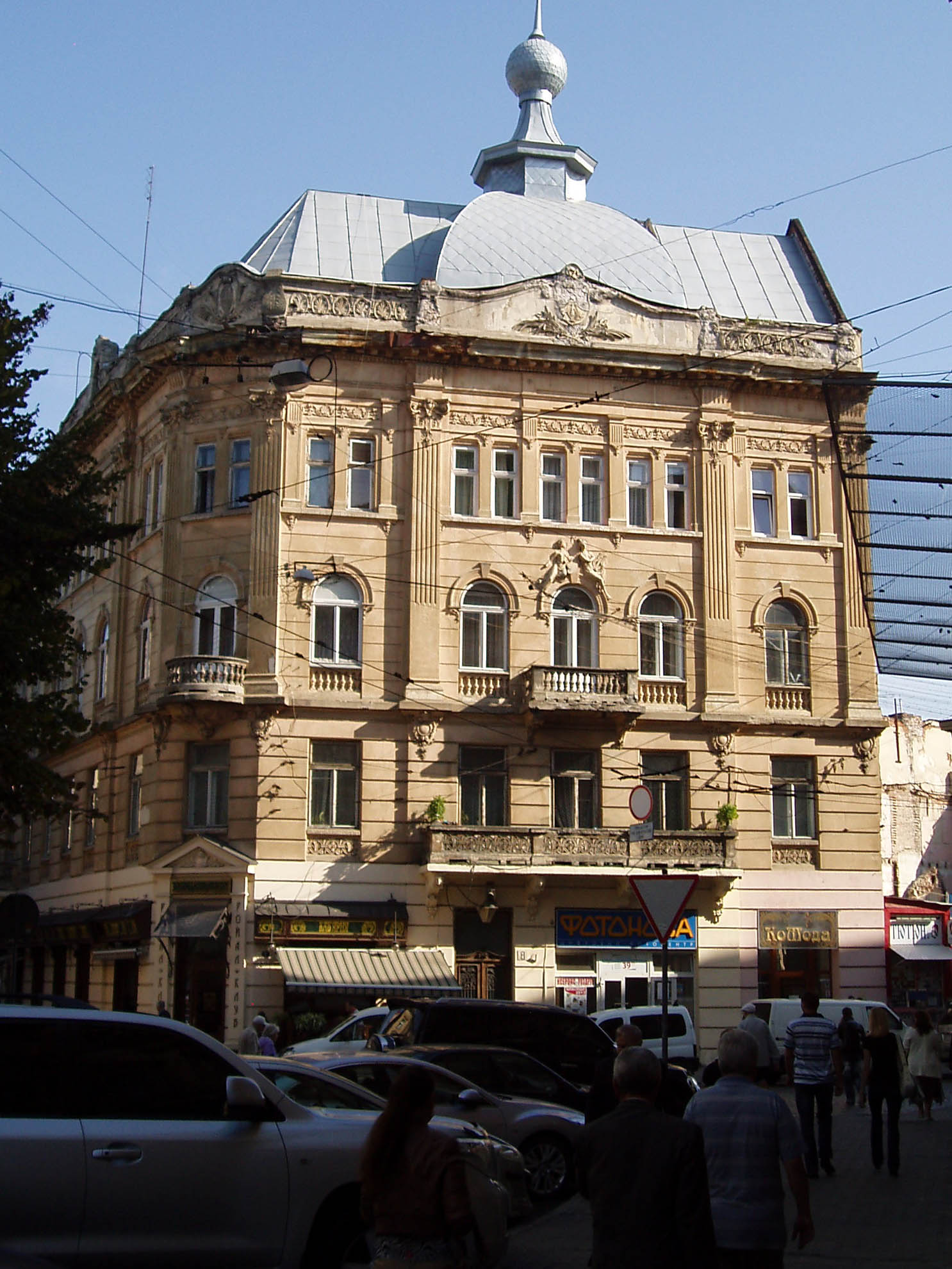
Житловий будинок (вул. Гнатюка, 8)
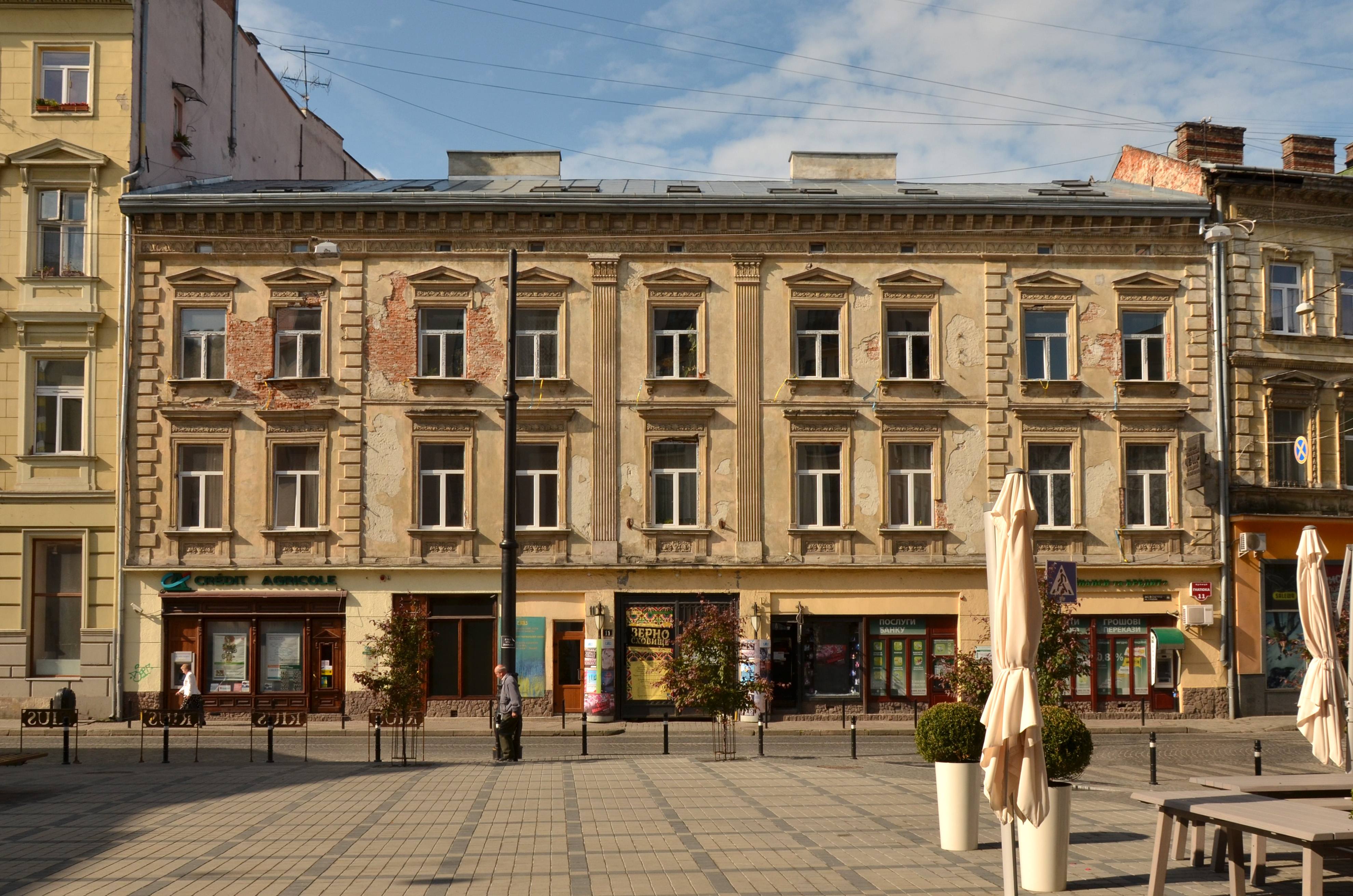
Перший український театр для дітей та юнацтва (вул. Гнатюка, 11)
Пам'ятна таблиця Людвігу фон Мізесу у Львові (вул. Гнатюка, 13)
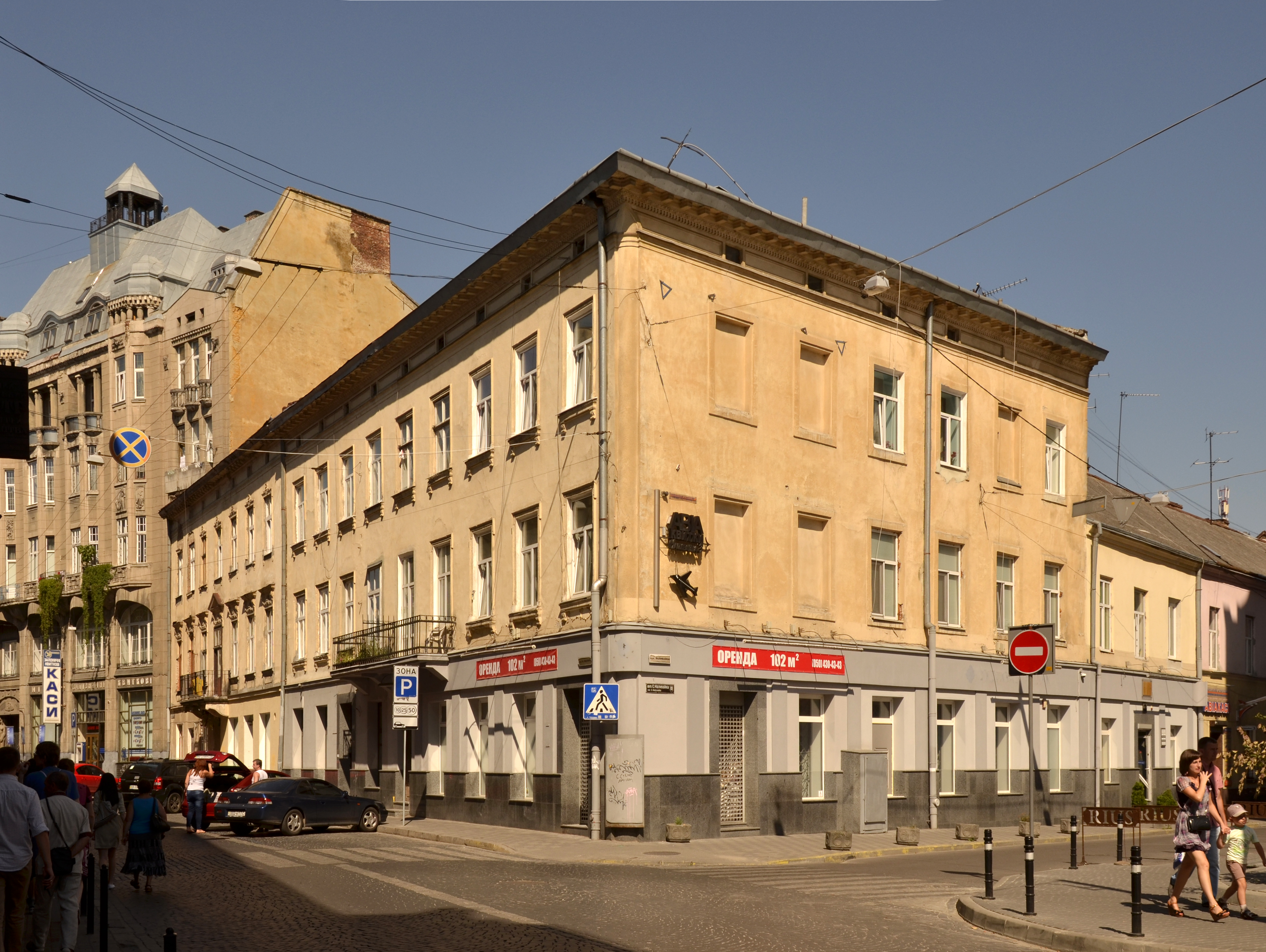
Житловий будинок (вул. Гнатюка, 16)
Пам'ятна таблиця Луї Зону у Львові (вул. Гнатюка, 18)
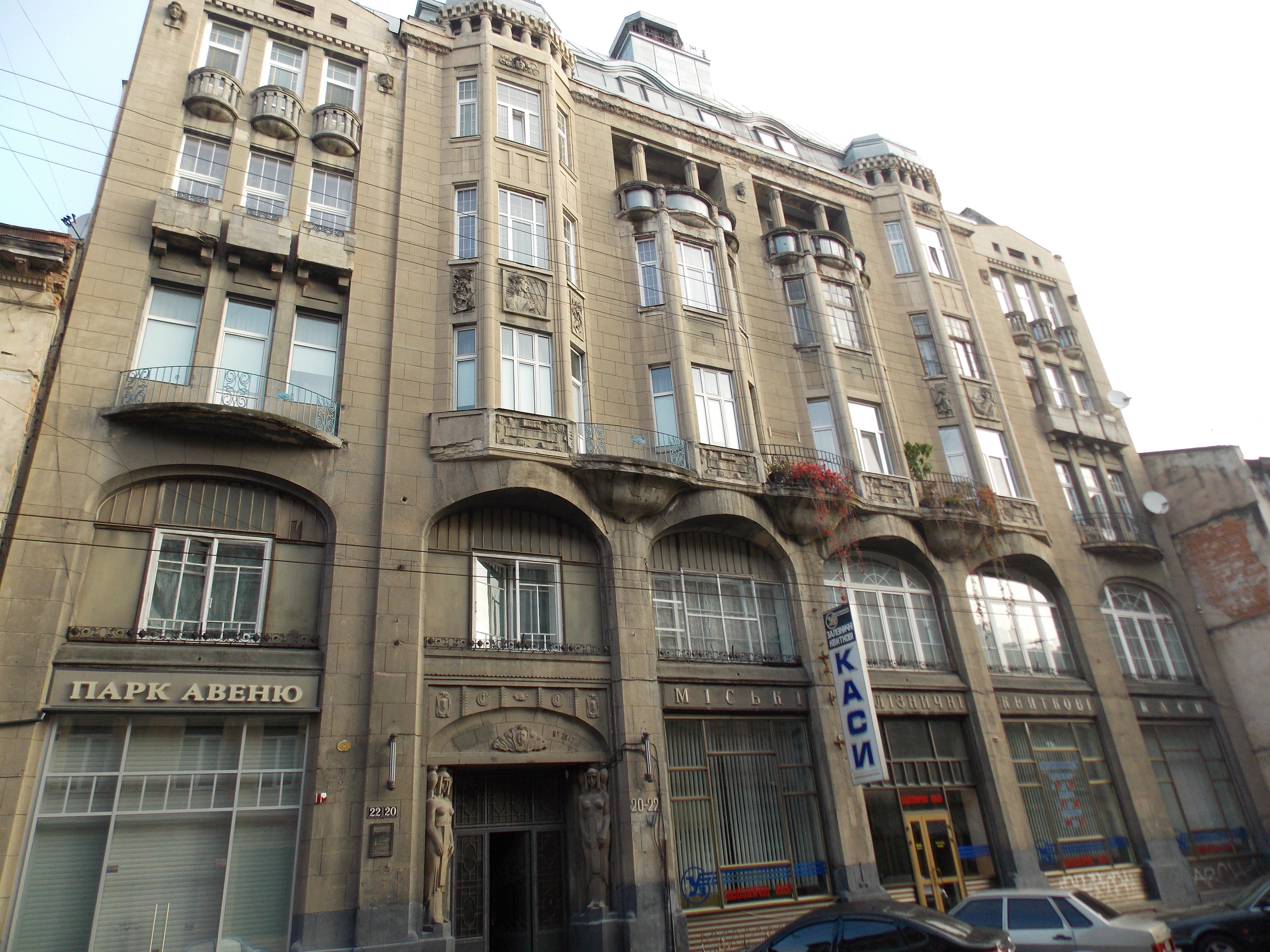
Колишній прибутковий будинок родини Ґрюнерів (вул. Гнатюка, 20/22)

## Відомі мешканці
- Маурицій Аллерганд — польський юрист, професор факультету права Львівського університету Яна Казимира. Від 1910-х років[80] до 1942 року мешканець будинку № 20 на тодішній вулиці Яґєллонській[50]. Загинув у Янівському концтаборі.
- Артур Гауснер (11 листопада 1870 — 16 вересня 1941, Львів) — польський діяч соціалістичного руху, публіцист[81]. Інженер-геодезист за фахом[28]. У 1910-х роках, мешканець будинку № 7 на тодішній вулиці Яґєллонській, мав тут власне технічне бюро[82].
- Мар'ян Гемар — польський поет, сатирик, драматург, перекладач. У міжвоєнний період мешкав в будинку № 11 на тодішній вулиці Яґєллонській[83].
- Луї Зон (повне ім'я — Людвіґ Бруно Зон) — польський та американський юрист-міжнародник, професор Гарвардського університету, Університету Джорджії та Університету Джорджа Вашингтона. Мешкав в будинку № 18 на тодішній вулиці Яґєллонській, у 1932—1935 роках, під час навчання на юридичному факультеті Львівського університету Яна Казимира та проходження дипломатичних студій при юридичному факультеті вишу. 11 листопада 2017 року, у межах програми «Права, правосуддя і пам'яті міста» відбулося відкриття пам'ятної таблиці, що сповіщає нам про цю подію[84].
- Людвіг фон Мізес — австрійський та американський економіст, філософ, один з чільних ідеологів лібералізму. Народився 29 вересня 1881 року в будинку № 13[85]. 4 жовтня 2011 року на будинку було відкрито пам'ятну таблицю, що сповіщає про цю подію[86].
- Адольф Піллер — польський архітектор, підприємець. У 1910-х роках мешканець будинку № 7 на тодішній вулиці Яґєллонській[87].
- Саломон Рімер — львівський архітектор. На початку XX століття мешканець будинку № 22 на тодішній вулиці Яґєллонській[88].